# 千々石五郎左衛門
千々石 五郎左衛門（ちぢわ ごろうざえもん、天正15年（1587年）? - 寛永15年2月28日（1638年4月12日））は、江戸時代前期の人物。島原の乱の一揆勢の軍師。島原の乱に関する実録物の多くに千々輪五郎左衛門の名で登場する。
肥後加藤清正家臣・加藤五郎左衛門の子。一揆勢指導者として島原の乱に参加したというが、乱最中の動向は不明である。
軍記物語『天草騒動』によると原城落城の際に鍋島直澄と一騎討ちの末戦死したという。
なお、この年8歳であった息子・五郎兵衛は八代にて匿われていたが、のちに原斎宮と改名し、500石取の家来として鍋島直澄に仕えた。